# Odnosi med Severno Korejo in Evropsko unijo
Odnosi med Severno Korejo in Evropsko unijo so zunanji odnosi med državo Demokratično ljudsko republiko Korejo (DLRK) in Evropsko unijo (EU).

## Politični odnosi
EU ima do Severne Koreje politiko "kritičnega sodelovanja". EU želi DLRK pomagati "spodbujati mir in stabilnost na Korejskem polotoku, zlasti s podporo denuklearizacije in izboljšanje stanja človekovih pravic". Evropska unija je diplomatske odnose z DLRK vzpostavila maja 2001 in od takrat je večina držav EU sklenila diplomatske odnose z DLRK. EU je rutinsko omenjala položaj človekovih pravic v DLRK dvostransko in prek organov Združenih narodov (OZN), vključno s sofinanciranjem resolucij držav. Evropska unija je še vedno zaskrbljena zaradi kršitev človekovih pravic v Severni Koreji, prav tako je gostila pogovore s prebežniki iz DLRK.
Evropska unija želi, da Severna Koreja ne bi sodelovala v programih ali financiranju povezanim z jedrskimi ali balističnimi raketami. Ni izključila nadaljnjih sankcij, če DLRK tega ne bo upoštevala. EU je izvedla resolucije Varnostnega sveta OZN 1718 (2006), 1874 (2009), 2087 (2013), 2094 (2013), 2270 (2016), 2321 (2016), 2356 (2017), 2371 (2017) in 2375 ( 2017) in sprejela tudi dodatne avtonomne ukrepe, ki dopolnjujejo in krepijo sankcije, ki temeljijo na OZN. 

## Humanitarna podpora
Evropska unija je Severni Koreji od leta 1995 v glavnini pomagala s hrano

## Trgovina in sankcije
Severna Koreja je imela gospodarske interese v Evropski uniji. Marca 2002 je trgovinski minister DLRK obiskal nekatere države članice EU, med drugim Belgijo, Italijo, Združeno kraljestvo in Švedsko, znano pa je tudi, da država kratkotrajno pošilja pripravnike v Evropo. Poleg tega so potekale delavnice o gospodarski reformi DLRK, v katerih so sodelovali diplomati in ekonomisti EU. Pred zaostrovanjem gospodarskih sankcij proti Severni Koreji leta 2016 je zunanja trgovina DLRK z EU predstavljala manj kot 0,5% celotne zunanje trgovine države. 
EU je uvedla tudi omejitve glede sodelovanja držav članic z DLRK, kot so omejitve nekaterih storitev in finančna podpora zunanji trgovini DLRK. Nekatere od teh prepovedanih storitev so računalniška pomoč, raziskave jedrskih ali balističnih raket, rudarske storitve in rafiniranje. Evropska unija prepoveduje izvozne kredite, jamstva, zavarovanja in naložbe v Severni Koreji.
Evropska unija trenutno prepoveduje uvoz in izvoz orožja v Severno Korejo ter kakršnih koli predmetov, povezanih z jedrskim ali balističnim izstrelkom. EU v DLRK ne dovoli izvoza ali uvoza številnih naravnih zemeljskih virov (tj. premoga, železove rude, zlata, srebra itd.). Poleg tega EU prepoveduje izvoz ali uvoz kipov, helikopterjev, plovil, bankovcev in kovancev, luksuznega blaga, tekstila, letalskega in raketnega goriva, nafte, zemeljskega plina in morskih sadežev iz/v Severno Korejo.

## Veleposlaništva

### Veleposlaništva članic EU v Severni Koreji
- Bolgarija (Pjongjang)
- Češka (Pjongjang)
- Poljska (Pjongjang)
- Romunija (Pjongjang)
- Švedska (Pjongjang)

#### Pisarne
- Francija (Pjongjang)
- Nemčija (Pjongjang)

### Veleposlaništva Severne Koreje v članicah EU
- Avstrija (Dunaj)
- Bolgarija (Sofija)
- Češka (Praga)
- Italija (Rim)
- Nemčija (Berlin)
- Poljska (Varšava)
- Romunija (Bukarešta)
- Španija (Madrid)
- Švedska (Stockholm)